# Reinhard Hardegen
Reinhard Hardegen (18. března 1913, Brémy – 9. června 2018) byl německý námořní důstojník, podnikatel a politik. Za 2. světové války byl jedním z nejúspěšnějších a nejznámějších velitelů německých ponorek. V poválečném období byl mezi zakladateli CDU v Brémách. Od roku 1959 do roku 1979 byl členem parlamentu v Brémách.

## Počátky kariéry

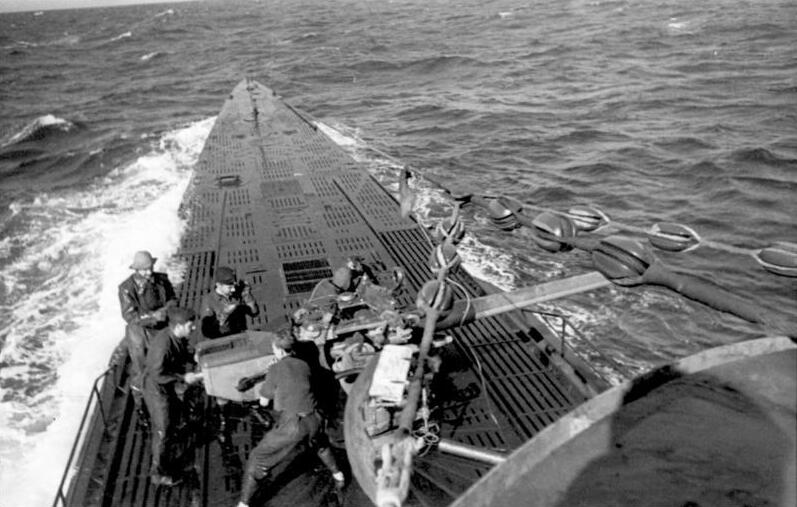
Ponorka U 123

V letech 1935–1936 se Hardegen zúčastnil kurzu pro námořní piloty ve městě Warnemünde a obci Parow. V roce 1936 byl povýšen na poručíka. Při zřícení jeho letounu v roce 1936 utrpěl zranění, které zanechalo trvalé následky.
V listopadu 1939 přešel k ponorkovému loďstvu a v době od dubna 1940 do prosince 1940 sloužil jako první strážní důstojník na U 124, kde byl tehdy kapitánem Georg-Wilhelm Schulz. Od prosince 1940 do dubna 1941 byl Hardegen velitelem ponorky U 147 a od dubna 1941 do července 1942 velitelem ponorky U 123.
Na osmi hlídkových plavbách potopil celkem 22 lodí s celkovým výtlakem 118 314 BRT a poškodil pět lodí s výtlakem 46 500 BRT. Když začátkem roku 1942 potopil několik lodí, poblahopřál mu k tomu admirál Karl Dönitz slovy: „An den Paukenschläger Hardegen. Bravo! Gut gepaukt. Dönitz.“ (Bubeníkovi Hardegenovi. Bravo! Pořádný výprask. Dönitz.).
Dne 23. ledna 1942 byl vyznamenán Rytířským křížem. Na druhé plavbě k americkým břehům od března 1942 do května 1942 potopil deset lodí. Za to byl vyznamenán dubovými ratolestmi k Rytířskému kříži. A to i přesto, že Rytířský kříž by se měl podle tehdejších podmínek přiznávat pouze za potopení více než 100 000 BRT a dubové ratolesti za více než 200 000 BRT, což nebylo v případě Hardegena splněno. Ale bylo to potřebné z propagandistických důvodů.
Admirál Dönitz věděl o následcích zranění Hardegena a důsledcích pro službu na palubě ponorky. Od konce července 1942 byl Hardegen instruktorem 27. ponorkové flotily ve Gdyni. V březnu 1943 se Hardegen stal náčelníkem ponorkové sekce Námořní akademie v Mürwiku. Od února 1945 byl velitelem praporu nově založené Marine Infanterie až do konce války. Jednotka se zúčastnila bojů proti Britům v oblasti kolem Brém a většina důstojníků padla. V posledních dnech války sloužil Hardegen ve Flensburgu, kde byl zatčen britskými vojáky.

## Poválečné období
V listopadu 1946 byl propuštěn ze zajetí a vybudoval v Brémách společnost pro obchodování s ropou. Byl jedním ze zakladatelů CDU v Brémách. Jako důvod uvedl: „Byli jsme toho názoru, že je příliš mnoho socialistů v Brémách a chtěli jsme to změnit.“ Po odchodu z politiky procestoval více než 100 zemí světa. Mimo jiné obeplul Austrálii, připlul s ledoborcem na severní pól a sáňkoval na jižním pólu.

## Vyznamenání
- Železný kříž II. třídy
- Železný kříž I. třídy
- Rytířský kříž Železného kříže s dubovou ratolestí
- Válečný ponorkový odznak (18.11. 1940)(U-Boot-Kriegsabzeichen)
- Válečný záslužný kříž
- Služební vyznamenání Wehrmachtu, IV. třída – za 4 roky